# 录像笔

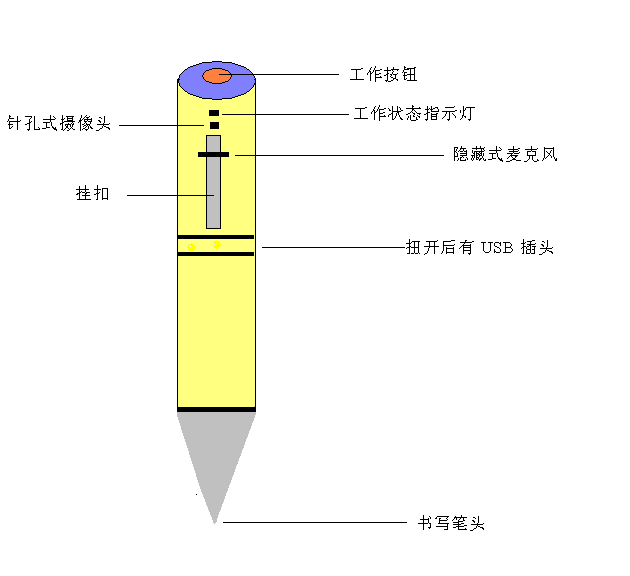
录像笔的结构

录像笔，也称摄像笔，是一种微型影音录制设备，外观与普通钢笔类似，但笔杆略粗。这种笔的上半部内置微型摄像头及高灵敏度的麦克风，笔的顶部有摄录工作按钮，连续工作时间可达数小时，最佳摄录范围15平方米。摄录完成后，通过USB接口连接播放设备输出声音与图像。有媒体报道，“录像笔”一旦普及，公众隐私将很容易受到侵犯。